# Acalypha saxicola
Acalypha saxicola é uma espécie de flor do gênero Acalypha, pertencente à família Euphorbiaceae.